# James Harrington
James Harrington (Upton, Northamptonshire, 3 de enero de 1611 - Westminster, 11 de septiembre de 1677) fue un teórico político inglés asociado al ideario republicano clásico. Se le considera uno de los precursores de la concepción representativa moderna.
Es reconocido especialmente por su obra La República de Oceana, editada en 1656 durante el breve período no monárquico que se abrió entre la ejecución de Carlos I y la restauración de su hijo Carlos II, y está dedicada a Oliver Cromwell.

## Vida y pensamiento político
Fue el hijo mayor de Sir Sapcote Harrington y su primera esposa Jane Samuel. Entró en el Trinity College (Oxford) en 1629. Posteriormente viajó por toda Europa. Aunque no se sabe mucho de su participación en la Primera guerra civil inglesa (1642-1646), parece ser que se puso del lado de los presbiterianos e intentó, sin éxito, ganar un escaño en el Parlamento.
A pesar del tono republicano de las obras de Harrington, se dijo que se llevó bien con Carlos I de Inglaterra, fue nombrado caballero de su corte, y se dice que su muerte en 1649le afectó seriamente.
Sus ideas republicanas (concernientes a la rotación de cargos, a la separación de poderes, al congreso bicameral, etc.), influenciaron al partido Whig de Inglaterra y fueron decisivos para el establecimiento político de las colonias inglesas de Norteamérica en el siglo XVII, así como para las revoluciones norteamericana y francesa del siglo XVIII.
Para Harrington la forma de gobierno ideal es la república, compuesta por senado y asamblea popular. Su obra presenta características protomarxistas afirmando que el gobierno es una superestructura basada en la estructura de los intereses de la sociedad y la razón de estado es una relación de ellas dos.